# Barkly Tableland
Barkly Tableland är ett högland i Australien. Det ligger i delstaten Queensland, omkring 1 800 kilometer nordväst om delstatshuvudstaden Brisbane.
Trakten runt Barkly Tableland består i huvudsak av gräsmarker. Trakten runt Barkly Tableland är nära nog obefolkad, med mindre än två invånare per kvadratkilometer. Genomsnittlig årsnederbörd är 529 millimeter. Den regnigaste månaden är februari, med i genomsnitt 132 mm nederbörd, och den torraste är juni, med 1 mm nederbörd.